# Esfir Szub
Esfir Iljiniczna Szub (również Estera Szub, ros. Эсфи́рь Ильи́нична Шуб, ur. 16 marca 1894 w Surażu, zm. 21 września 1959 w Moskwie) – radziecka reżyserka, montażystka i scenarzystka filmowa. Pracowała zarówno przy filmach dokumentalnych, jak i fabularnych. Uważa się ją za jedną z pierwszych twórczyń filmu kompilacyjnego. Do jej najbardziej znanych filmów zaliczyć można Upadek dynastii Romanowów oraz Rosję Mikołaja II i Lwa Tołstoja. Prywatnie przyjaźniła się z Siergiejem Eisensteinem, Dzigą Wiertowem i innymi twórcami radzieckiej szkoły montażu.

## Życiorys
Esfir Szub przyszła na świat w rodzinie farmaceuty Ilji Roszala, w Surażu blisko Czernihowa. Dorastała we względnym dostatku. Przyjechała do Moskwy jeszcze przed rewolucją październikową, aby studiować literaturę rosyjską. Tam weszła w kontakt ze środowiskiem artystów rosyjskiej awangardy, poznając m.in. Władimira Majakowskiego. Nowe otoczenie rozbudziło w niej zainteresowanie sztuką modernizmu. Przez pewien czas działała nawet w teatrze, będąc prywatną sekretarką Wsiewołoda Meyerholda.

### Praca w montażowni
W 1922 roku zatrudniono ją w biurze ds. montażu przedsiębiorstwa Goskino, gdzie przemontowywała zagraniczne filmy przeznaczone do dystrybucji na terenie ZSRR. Zadaniem biura było dostosowywanie formy filmów do wymogów radzieckiej cenzury politycznej, norm obyczajowych, czy też domniemanego gustu widzów. Mimo pracy we względnej anonimowości, Szub należała do grupy respektowanych montażystów razem z Benjaminem Boitlerem – Jurij Cywian określił ich mianem „elitarnego klubu profesjonalistów”. Później dołączył do nich również w roli asystenta Siergiej Eisenstein, rozpoczynający dopiero działalność jako filmowiec. Pracował razem z Szub przy radzieckim wydaniu Doktora Mabuse Fritza Langa. W latach 1922–1925 pod jej okiem przemontowano w biurze w sumie około 200 filmów.
Praca w montażowni biura pozwoliła jej nauczyć się rzemiosła w praktyce, bez nadzoru ze strony reżysera. Eisenstein korzystał w tym okresie z jej rad przy pisaniu scenariusza Strajku, choć w końcu nie przydzielono jej do produkcji tego filmu, ani nie umieszczono w czołówce jako współautora. Niedługo potem została zaangażowana do pracy jako montażystka przy kilku rodzimych filmach fabularnych, m.in. przy Abrek Zaur i Skrzydłach chłopa.

### Okres własnych realizacji filmowych
W drugiej połowie lat 20. Szub dążyła do zrealizowania własnego filmu. Jako montażystka miała jednak trudności z pozyskaniem środków na jego realizację. Praca montażysty była w owym czasie nisko ceniona w środowisku filmowym ZSRR – najczęściej rolę tę pozostawiano kobietom. Dopiero dzięki wsparciu Pawła Bliachina w Sowkinie zatwierdzono projekt Upadku dynastii Romanowów. Film został pozytywnie przyjęty, dzięki czemu Szub mogła zrealizować z pozostałego materiału dwa kolejne – Wielką drogę (1927) oraz Rosję Mikołaja II i Lwa Tołstoja (1928).
W roku 1929 niemieccy komuniści zaprosili ją oraz grupę innych radzieckich filmowców (m.in. Aleksandra Dowżenkę) do Berlina, gdzie zrealizowali wspólnie propagandowy film Dziś, częściowo z materiałów kronikalnych, a częściowo z nakręconych własnymi środkami. Tam Szub pierwszy raz zetknęła się z technologią filmu dźwiękowego.
W okresie stalinizmu Esfir Szub przyjęła postawę konformizmu, starając się nie podejmować ryzyka i przetrwać. Działała w roli rzemieślnika, który sprawnie realizuje stawiane przed nim zlecenia. W latach 30. zrealizowała jeszcze kilka filmów dokumentalnych, m.in. w 1939 roku kompilacyjny film Hiszpania. Zajmowała się jednak głównie samodzielnym kręceniem dokumentów. Podczas drugiej wojny światowej radziecki przemysł filmowy wycofał się do Ałmaty, gdzie realizowała kroniki filmowe razem z Dzigą Wiertowem. Zmarła w 1959 roku. Pochowana na Cmentarzu Nowodziewiczym w Moskwie

## Twórczość
Esfir Szub, jak większość twórców kojarzonych z radziecką szkołą montażu, pragnęła realizować filmy ściśle związane z teraźniejszością i ją właśnie przedstawiające. Jak sama deklarowała: „chcemy filmować dzisiejszy dzień, dzisiejszych ludzi, dzisiejsze zdarzenia”. Jej filmy były efektem kompilacji różnorodnych materiałów wydobytych z archiwów (tzw. found footage) i przedstawiały historię najnowszą Rosji i ZSRR z perspektywy marksizmu-leninizmu. Z tego względu były to nie tylko filmy historyczne, ale przede wszystkim „agitacyjne”.

### Produkcja
Gdy otrzymała od Sowkina zlecenie na realizację filmu na dziesiątą rocznicę rewolucji październikowej, wykonała olbrzymią kwerendę w państwowych i prywatnych archiwach w celu pozyskania odpowiednich materiałów – głównie starych kronik, często dzieł anonimowych kamerzystów. Uzyskała nawet dostęp do prywatnych filmów rodziny carskiej. Po dokładnym przejrzeniu i skatalogowaniu ponad 900 kilometrów taśmy, okazało się, że materiałów wystarczy na więcej niż jeden film. Na przestrzeni dwóch lat (1927-1928) zrealizowała zatem trylogię złożoną z filmów: Upadek dynastii Romanowów, Wielka droga oraz Rosja Mikołaja II i Lew Tołstoj. Upadek… był przy tym pierwszym pełnometrażowym filmem kompilacyjnym w historii. Filmy te poruszały tematy życia w Rosji na przełomie XIX i XX wieku, przemian politycznych, rewolucji oraz modernizacji w czasach radzieckich.
W późniejszym okresie Szub zrealizowała jeszcze dwa filmy tego rodzaju: Dziś (1930) oraz Hiszpanię (1939). Pierwszy z nich konfrontował ze sobą rzeczywistość doby kryzysu ekonomicznego w Stanach Zjednoczonych, Europie Zachodniej i w ZSRR – efekt międzynarodowej współpracy grupy komunistów z ZSRR i Niemiec. Drugi z kolei stanowił montaż kronik z hiszpańskiej wojny domowej, nakręconych przez operatora Romana Karmena.
Wśród jej niezrealizowanych projektów odnaleźć można m.in. scenariusz filmu zatytułowany Kobiety, w którym przyglądała się społecznej roli kobiet w różnych epokach historycznych.

### Forma i retoryka
Zastosowany przez Szub sposób montowania materiału nie budował klasycznie rozumianej opowieści. Jej metoda opierała się raczej na takim zestawianiu atrakcyjnych wizualnie czy tematycznie ujęć, by wytworzyć rodzaj ironicznego komentarza do prezentowanych wydarzeń. Drugą, obok ironii, podstawową figurą retoryczną wykorzystywanym przez Szub w konstruowaniu dramaturgii filmów była antyteza, wprowadzana poprzez naprzemienne zestawianie kontrastujących obrazów (np. ciemiężących klas wyższych i uciskanego ludu). Pomocniczą funkcję pełniły tu plansze z napisami, które często w ostry i sarkastyczny sposób komentowały wydarzenia przedstawione w archiwaliach.

### Recepcja
Wiktor Szkłowski w swojej krytyce zarzucał jej konwencjonalność tematów poruszanych w kronikach, z których konstruowała swoje filmy. Inni autorzy zgromadzeni wokół czasopisma Nowyj LEF przyjęli jej pracę entuzjastycznie. Osip Brik chwalił autentyczność jej filmów, które jego zdaniem wydawały się bardziej wiarygodną reprezentacją wydarzeń historycznych niż dopasowany pod gusta zachodnich intelektualistów Październik Eisensteina. Filmy Szub były przy tym o wiele tańsze w realizacji, mimo że wkład jej pracy w porządkowanie materiału był bardzo duży.

## Filmografia
- 1927, Upadek dynastii Romanowów
- 1927, Wielka droga
- 1928, Rosja Mikołaja II i Lew Tołstoj
- 1930, Dziś
- 1932, Komsomoł - lider elektryfikacji
- 1934, Moskwa buduje metro
- 1937, Kraj Rad
- 1939, Hiszpania
- 1940, 20 lat kina radzieckiego
- 1941, Faszyzm zostanie zniszczony
- 1942, Rodzimy kraj
- 1946, Proces smoleński
- 1947, Po drugiej stronie rzeki Araks